# Campeonato Esloveno de Futebol de 2013-14
O Campeonato Esloveno de Futebol de 2013-14, oficialmente em Língua eslovena e por questões de patrocínio "Telekom Slovenije Liga 13/14", (organizado pela Associação de Futebol da Eslovênia) foi a 23º edição do campeonato do futebol de Eslovênia. Os clubes jogavam em turno e returno - duas vezes. O campeão se classificava para a Liga dos Campeões da UEFA de 2014–15 e o vice e o terceiro se classificavam para a Liga Europa da UEFA de 2014–15. O último colocado era rebaixado para o Campeonato Esloveno de Futebol de 2014-15 - Segunda Divisão. O penúltimo jogava playoffs com o vice campeão do ascenso.

## Participantes
| Equipe      | Cidade      | Região               | No ano anterior                                                         | Estádio                     | Capacidade | Títulos                                                                                                  | Participações |
| ----------- | ----------- | -------------------- | ----------------------------------------------------------------------- | --------------------------- | ---------- | --- | ------------- |
| Celje       | Celje       | Savinjska            | Quinto Lugar                                                            | Estádio Z'dežele            | 13.059     | 0 (não possui)                                                                                           | 23            |
| Gorica      | Nova Gorica | Goriška              | Sexto Lugar                                                             | Parque Desportivo Gorica    | 3.066      | 4 (1995-96, 2003-04, 2004-05, 2005-06)                                                                   | 23            |
| Maribor     | Maribor     | Podravska            | Campeão                                                                 | Estádio Ljudski vrt         | 12.435     | 11 (1996-97, 1997-98, 1998-99, 1999-2000, 2000-01, 2001-02, 2002-03, 2008-09, 2010-11, 2012-13, 2011-12) | 22            |
| Koper       | Koper       | Litoral-Kras         | Quarto Lugar                                                            | Estádio Bonifika            | 4.047      | 1 (2009-10)                                                                                              | 20            |
| Domžale     | Domžale     | Eslovénia Central    | Terceiro Lugar                                                          | Parque Desportivo Domžale   | 3.212      | 2 (2006-07, 2007-08)                                                                                     | 15            |
| Rudar       | Velenje     | Savinjska            | Sétimo Lugar                                                            | Estádio Municipal Ob Jezeru | 1.400      | 0 (não possui)                                                                                           | 19            |
| NK Olimpija | Liubliana   | Eslovénia Central    | Vice Campeão                                                            | Parque Desportivo Stožice   | 16.038     | 0 (não possui)                                                                                           | 5             |
| Triglav     | Kranj       | Alta Carníola        | Oitavo Lugar]                                                           | Estádio Stanko Mlakar       | 2.060      | 0 (não possui)                                                                                           | 6             |
| Zavrč       | Zavrč       | Podravska            | Acesso pelo Campeonato Esloveno de Futebol de 2012-13 - Segunda Divisão | Parque Desportivo Zavrč     | 532        | 0 (não possui)                                                                                           | 1             |
| Krka        | Novo Mesto  | Eslovénia do Sudeste | Acesso pelo Campeonato Esloveno de Futebol de 2012-13 - Segunda Divisão | Estádio Portoval            | 500        | 0 (não possui)                                                                                           | 3             |

## Campeão
| Campeão Esloveno 2013-14               |
| -------------------------------------- |
| Maribor (Maribor) (12º título) Campeão |